# Боферт (Північна Кароліна)
Боферт (англ. Beaufort) — місто (англ. town) в США, в окрузі Картерет штату Північна Кароліна. Населення — 4464 особи (2020).

## Географія
Боферт розташований за координатами 34°43′40″ пн. ш. 76°39′10″ зх. д. / 34.72778° пн. ш. 76.65278° зх. д. (34.727656, -76.652722).  За даними Бюро перепису населення США в 2010 році місто мало площу 14,55 км², з яких 11,97 км² — суходіл та 2,58 км² — водойми.

## Демографія
Згідно з переписом 2010 року, у місті мешкало 4039 осіб у 1991 домогосподарстві у складі 1051 родини. Густота населення становила 278 осіб/км².  Було 2745 помешкань (189/км²).
Расовий склад населення:
| - 79,0 % — білих - 17,0 % — чорних або афроамериканців - 0,7 % — азіатів - 0,2 % — корінних американців |

До двох чи більше рас належало 2,4 %. Частка іспаномовних становила 2,6 % від усіх жителів.
За віковим діапазоном населення розподілялося таким чином: 16,1 % — особи молодші 18 років, 63,2 % — особи у віці 18—64 років, 20,7 % — особи у віці 65 років та старші. Медіана віку мешканця становила 46,8 року. На 100 осіб жіночої статі у місті припадало 90,2 чоловіків;  на 100 жінок у віці від 18 років та старших — 87,4 чоловіків також старших 18 років.
Середній дохід на одне домашнє господарство  становив 43 628 доларів США (медіана — 33 701), а середній дохід на одну сім'ю — 52 044 долари (медіана — 39 500). Медіана доходів становила 38 889 доларів для чоловіків та 30 714 долари для жінок. За межею бідності перебувало 32,0 % осіб, у тому числі 71,2 % дітей у віці до 18 років та 9,8 % осіб у віці 65 років та старших.
Цивільне працевлаштоване населення становило 1807 осіб. Основні галузі зайнятості: мистецтво, розваги та відпочинок — 26,7 %, роздрібна торгівля — 15,9 %, освіта, охорона здоров'я та соціальна допомога — 15,1 %.